# 밀양 삼은정
밀양 삼은정(密陽 三隱亭)은 대한민국 경상남도 밀양시 부북면에 있는 조선시대의 건축물이다. 2016년 7월 28일 경상남도의 문화재자료 제629호로 지정되었다.

## 개요
밀양 삼은정은 조선말기 조성된 별서형 정자이며, 영역의 구성방식이나 정자건물의 균제미 등이 우수하고 특히 자연샘물과 물길을 이어 조성된 방지원도형 연지 등은 정자 원림의 우수한 기법을 보여주므로 역사적, 예술적, 기능적 가치가 우수하다.

## 참고 자료
- 밀양 삼은정 - 국가유산청 국가유산포털